# هايلي لونغ
هايلي لونغ (بالإنجليزية: Hayley Long)‏ (1971، إبسوتش في المملكة المتحدة)؛ مُدرسة، كاتِبة وروائية بريطانية.